# Communauté d’agglomération du Mâconnais-Val de Saône
Die Communauté d’agglomération du Mâconnais-Val de Saône ist ein ehemaliger französischer Gemeindeverband mit der Rechtsform einer Communauté d’agglomération in den Départements Saône-et-Loire und Ain der Regionen Bourgogne-Franche-Comté und Auvergne-Rhône-Alpes. Sie wurde am 21. Oktober 2004 gegründet und umfasste 26 Gemeinden. Der Verwaltungssitz befand sich in der Stadt Mâcon. Die Besonderheit lag in der Département- und Regions-übergreifenden Struktur der Gemeinden.
Achtung! Nicht zu verwechseln mit dem beinahe namensgleichen Gemeindeverband Communauté de communes Mâconnais-Val de Saône im selben Département.

## Historische Entwicklung
Mit Wirkungs vom 1. Januar 2017 fusionierte der Gemeindeverband mit der Communauté de communes du Mâconnais Beaujolais und bildete so die Nachfolgeorganisation Mâconnais Beaujolais Agglomération.

## Ehemalige Mitgliedsgemeinden

### Département Saône-et-Loire
1. Azé
2. Berzé-la-Ville
3. Bussières
4. Charbonnières
5. Charnay-lès-Mâcon
6. Chevagny-les-Chevrières
7. Davayé
8. Fuissé
9. Hurigny
10. Igé
11. Laizé
12. Mâcon
13. Milly-Lamartine
14. Péronne
15. Prissé
16. La Roche-Vineuse
17. Saint-Martin-Belle-Roche
18. Saint-Maurice-de-Satonnay
19. Sancé
20. Senozan
21. Sologny
22. Solutré-Pouilly
23. La Salle
24. Vergisson
25. Verzé

### Département Ain
1. Saint-Laurent-sur-Saône